# Гостисбеер, Шейн
Шейн Гостисбеер (англ. Shayne Gostisbehere; 20 апреля 1993) — американский профессиональный хоккеист, выступающий на позиции защитника за клуб Национальной хоккейной лиги «Каролина Харрикейнз».

## Карьера
На юниорском уровне Гостисбеер выступал в NCAA за хоккейную команду Юнион-колледжа. На драфте 2012 года был выбран клубом «Филадельфия Флайерз» в 3-м раунде под общим 78-м номером. В апреле 2014 года подписал с «Филадельфией» 3-летний контракт новичка. Дебютировал в НХЛ 25 октября 2014 года в матче против «Детройт Ред Уингз». Свои первые очки набрал в матче против «Каролины Харрикейнз», отдав результативную передачу. Свой первый гол в НХЛ забил 17 ноября 2015 года в ворота «Лос-Анджелес Кингз». По итогам сезона 2015/2016 был номинирован на «Колдер Трофи» и вошёл в символическую сборную новичков.
Летом 2017 года подписал с «Филадельфией» 6-летний контракт на $ 27 млн. В сезоне 2017/18 стал 4-м в НХЛ по результативности среди защитников.
2 июля 2024 года в качестве свободного агента подписал трёхлетний контракт с «Каролина Харрикейнз» на сумму $9,6 млн.

## Вне льда
Шейн родился 20 апреля 1993 года в городе Пемброк-Пайнс, штат Флорида. Отец Шейна, Регис Гостисбеер является выходцем из Северной Страны басков и переехал в США для продолжения профессиональной карьеры игрока в хай-алай. Сестра Шейна, Филисия является фигуристкой. Также у Шейна есть двоюродный брат Уго Гостисбеер, который является профессиональным французским футболистом.

## Статистика
| Легенда | Легенда                    | Легенда | Легенда                   | Легенда | Легенда    |
| ------- | -------------------------- | ------- | ------------------------- | ------- | ---------- |
| И       | Количество проведённых игр | Штр     | Штрафное время            | +/−     | Плюс-минус |
| Г       | Голы                       | П       | Голевые передачи          | О       | Очки       |
| -       | Статистика неизвестна      | —       | Статистика не учитывалась |         |            |